# .zw
.zw je internetová národní doména nejvyššího řádu pro Zimbabwe.
Ačkoliv žádný registrátor není vypsán ve whois výpisu IANA, alespoň registrace pod .co.zw poskytuje Zimbabwe Internet Service Providers Association, v jehož zakládacích listinách je uvedena správa .zw domény jako jeden z účelů organizace.